# 金相浩 (導演)
金相浩（韓語：김상호，1971年9月27日—），韓國電視劇導演。

## 作品

### 電視劇
- 2005年：MBC《秘密男女》
- 2006年：MBC《幻想的情侶》
- 2007年：MBC《香丹傳》
- 2009年：MBC《魂》
- 2011年：MBC《能聽見我的心嗎？》
- 2012年：MBC《阿娘使道傳》
- 2013年：MBC《當男人戀愛時》
- 2015年：MBC《華政》
- 2017年：tvN《付岩洞復仇者們》
- 2018年：tvN《Drama Stage－我們家有好吃的大醬》
- 2019年：MBC《春天來了，春天》
- 2020年：tvN《金錢遊戲》

### 總製作作品
- 2013年：MBC《醜聞：極具衝擊性與不道德的事件》
- 2013年：MBC《韓國小姐》
- 2014年：MBC《改過遷善》
- 2016年：MBC《購物王路易》

## 外部連結
- NAVER搜索 （页面存档备份，存于）